# Vilsnice (przystanek kolejowy)
Vilsnice – przystanek kolejowy w miejscowości Děčín, w dzielnicy Vilsnice, w kraju usteckim, w Czechach. Położony jest na magistrali Praga – Děčín. Znajduje się na wysokości 140 m n.p.m..
Jest zarządzany przez Správę železnic. Na przystanku nie ma możliwości zakupu biletów, a obsługa podróżnych odbywa się w pociągu.

## Linie kolejowe
- 090 Praha – Ústí nad Labem – Děčín